# Планета штормів
«Планета штормів» (рос. Планета бурь) — радянський науково-фантастичний художній фільм, поставлений на Ленінградської кіностудії науково-популярних фільмів в 1961 році режисером Павлом Клушанцевим за мотивами однойменної повісті Олександра Казанцева (в українському перекладі «Марсові онуки»).
Прем'єра фільму відбулася 14 квітня 1962 року.

## Сюжет
На Венеру вирушає радянська експедиція у складі трьох кораблів: «Капелли», «Сіріуса» й «Веги». На підльоті до планети у «Капеллу» влучає метеор, знищивши корабель з екіпажем. Замінити його може «Арктур», але прибуде він лише за чотири місяці. Командир «Сіріуса» Ілля Вершинін скликає нараду екіпажів уцілілих кораблів. Вони приймають рішення висадитися на Венеру згідно плану, лишивши на орбіті Машу Іванову для зв'язку з Землею. Перед спуском астронавти помічають дивну багряну хмару в атмосфері.
Екіпаж «Веги» в складі Івана Щерби, Алана Керна і робота Джона спускаються на Венеру. Посланий на розвідку планер знаходить підходяще для посадки місце, проте робот оцінює шанси на успіх мізерними. Астронавти опиняються в болоті, тож екіпаж «Сіріуса», Ілля, Роман і Альоша, також спускається на Венеру, щоб врятувати їх. Альошу схоплює щупальцями хижа істота, та товариші визволяють його. Обидві групи починають рух назустріч одна одній.
Алан переконаний, що людям властивий егоїзм, тому на допомогу чекати марно. Він покладається на робота Джона, тоді як Іван вірить у дружбу. Венеру населяють флора і фауна, схожі на земні Мезозойської ери: велетенські рослини і ящери. Час від часу чується крик, джерело якого ніяк не вдається визначити. Алан із Іваном опиняються в печері, де втрачають свідомість через інфекцію, що потрапила до пошкоджених скафандрів. Робот вловлює сигнал всюдихода із «Сіріуса», проте всі отримані інструкції виконує надто буквально. Врешті вдається підібрати зрозумілі команди, згідно яких Джон дає Алану й Івану ліки. Літаюча істота пошкоджує всюдихід «Сіріуса» і він тоне. Ілля, Роман і Альоша, будучи в скафандрах, ідуть далі по дну, тягнучи за собою апарат.
У воді астронавти знаходять примітивну скульптуру дракона і невдовзі виходять на сушу. Вони обговорюють що за істоти могли створити скульптуру, адже згідно теорії еволюції Дарвіна на Венері ще не може виникнути розумне життя. Єдиний варіант — на планеті зазнав аварії корабель іншопланетян і їхні нащадки здичавіли, пристосовуючись до тамтешніх умов.
Алан, Іван і Джон опиняються біля вулкана, виверження якого і виглядало з орбіти загадковою плямою. Тим часом Маша вирішує порушити наказ аби допомогти товаришам. Робот переносить на собі людей через потік лави, та на заваді їх порятунку стає механізм самозбереження машини. Джон намагається скинути «зайвий вантаж» аби не погрузнути в лаві. Саме тоді група з «Сіріуса» на поремонтованому всюдиході підбирає їх, а робот тоне в розплавленій породі.
Астронавти повертаються до ракети, де чують запис від Маші. Втім, скоро виявляється, що вона в останню мить передумала і не стала порушувати наказу. Починається злива, потік води загрожує розмити ґрунт під ракетою і вона не зможе злетіти. Альоша випадково розбиває камінь, у якому бачить рукотворне зображення лиця, схожого на людське. Та злива не дає зібрати більше артефактів, астронавти відлітають з Венери, лишивши головну її таємницю нерозкритою. У відображенні на воді з'являється схожа на людську постать, що дивиться вслід ракеті.

## Ролі
| Актор                         | Роль                                                                     |
| ----------------------------- | ------------------------------------------------------------------------ |
| Володимир Ємельянов           | Ілля Васильович Вершинін, професор, командир космічного корабля «Сіріус» |
| Георгій Жженов                | Роман Бобров, інженер, член екіпажу космічного корабля «Сіріус»          |
| Геннадій Вернов               | Альоша, радист, член екіпажу космічного корабля «Сіріус»                 |
| Юрій Саранцев                 | Іван Щерба, професор, геолог, командир космічного корабля «Вега»         |
| Кюнна Ігнатова                | Маша Іванова, член екіпажу космічного корабля «Вега»                     |
| Георгій Тейх                  | Аллан Керн, американець, інженер, член космічного корабля «Вега»         |
| Майстер спорту Б. Прудівський | робот Джон                                                               |

## Знімальна група
- Автори сценарію — Олександр Казанцев, Павло Клушанцев
За мотивами однойменної повісті Олександра Казанцева
- Режисер-постановник — Павло Клушанцев
- Режисери — В. Ємельянов, Л. Преснякова
- Оператор — Аркадій Климов
- Художники-постановники — Михайло Цибасов, В'ячеслав Александров
- Художники — І. Єгоров, В. Макаров, В. Малахієва, А. Надєждін
- Комбіновані зйомки:
Оператор — А. Лаврентьєв
Художник — В. Щелков
- Композитори — Йоганн Адмоні, Олександр Чернов
- Звукооператор — Р. Левітина
- Асистенти режисера — А. Білявська, І. Яснопольский
- Асистент з монтажу — З. Місун
- Асистент оператора — М. Жуков
- Наукові консультанти:
доктор фізико-математичних наук, професор А. В. Марков
доктор біологічних наук, професор К. К. Фльоров
кандидат технічних наук В. Г. Денисов
інженер А. М. Касаткін
- Редактор — В. Суслов
- Директор картини — З. Андерсон

## Створення
Основою для фільму послугувала повість Олександра Казанцева «Планета бур», також відома як «Марсові онуки». Фільм загалом слідує її сюжету, але має і відмінності. Так, до Венери в ньому вирушають два радянські кораблі «Знання» і «Мрія» та один американський «Просперіті» («Процвітання»), тоді як у фільмі всі три радянські, але з інтернаціональним екіпажем. Було змінено імена астронавтів, наприклад, Мері з повісті стала Машею, а Олекса — Альошею. Також в «Марсових онуках» наголошувалася конкуренція між США й СРСР у дослідженнях космосу. В повісті астронавти знаходили камінний календар, ідентичний віднайденому на Землі, що свідчило про відвідування Землі та Венери в минулому марсіанами. В фільмі лише припускається можливість цього. Венеріанка у фіналі літературного твору забрала зумисне залишені землянами речі, аби її цивілізація могла відродитися, а не поспіхом покинуті.
Режисер Павло Клушанцев на кінець 1950-х був відомий за науково-популярними фільмами про космос, до яких вносив фантастичний елемент. У нього виникла ідея зняти цілком науково-фантастичну стрічку про експедицію на Місяць. У 1959 році Клушанцев подав заявку на зйомки в Леннаукфільмі. Сценарій було запропоновано написати письменнику Олександру Казанцеву і сценаристу Михайлу Вітухновському, але Клушанцева не задовільнив пропонований ними варіант. Вітухновский внаслідок суперечностей з режисером покинув проект, а згодом і Казанцев. Клушанцев переконав Казанцева повернутися і переробити сценарій. В основу нового сценарію лягла повість «Планета штормів».
«Планета штормів» була одним з небагатьох радянських фантастичних фільмів про космічні подорожі. Фільм був створений з використанням унікальних технологій комбінованої зйомки, що набагато випереджали існуючі на ті часи зарубіжні аналоги, у тому числі підводні зйомки. Звучання синтезатора в фільмі відтворювала Іма Сумак.
Міністр культури СРСР Катерина Фурцева на генеральному показі відзначила, що фільм дуже цікавий, але заявила, що радянська жінка-космонавт не має права ридати в космосі, втрачаючи самовладання у важку хвилину. Вихід картини на екрани в 1961 році збігся в часі з польотом Гагаріна і як наслідок захопленням космонавтикою. «Планета штормів» істотно вплинула на радянську та світову кінофантастику наступних десятиліть і була визнана одним з важливих етапів у світовому фантастичному кінематографі. Право на прокат фільму придбали 28 країн.

## Адаптації
- У США куплений радянський фільм став основою для адаптацій. Зокрема, він був перемонтований студією, що спеціалізується в основному на фільмах жахів, — «Америкен Інтернешнел» Роджера Кормана, — з вилученням низки епізодів і додаванням нових, і в такому вигляді випущений в американський прокат під назвою «Подорож на доісторичну планету» (англ. Voyage to the Prehistoric Planet, 1965). Ніяких згадок про те, що це кінопродукція з СРСР, не було, в титрах радянським акторам, які залишилися в кадрі, були дані англомовні вигадані імена та прізвища (Георгій Жжонов як «Курт Боден», Геннадій Вернов як «Роберт Чантал» і т. д.). У нових епізодах були зайняті англійський актор Безіл Ретбон (епізоди на станції зв'язку «Луна 7») і американська актриса Фейт Домерг (що з'являється у фільмі замість Кюнни Ігнатової).
- У 1968 році в США був випущений ще один перемонтований варіант фільму під назвою «Подорож на планету доісторичних жінок» (англ. Voyage to the Planet of Prehistoric Women). З монтажу «Подорожі на доісторичну планету» були видалені раніше дозняті епізоди та вставлені нові, які вводили в сюжет плем'я напівголих венеріанських доісторичних амазонок. Режисером цієї версії був Пітер Богданович (під псевдонімом «Дерек Томас»).